# Sèrie 130 de Renfe

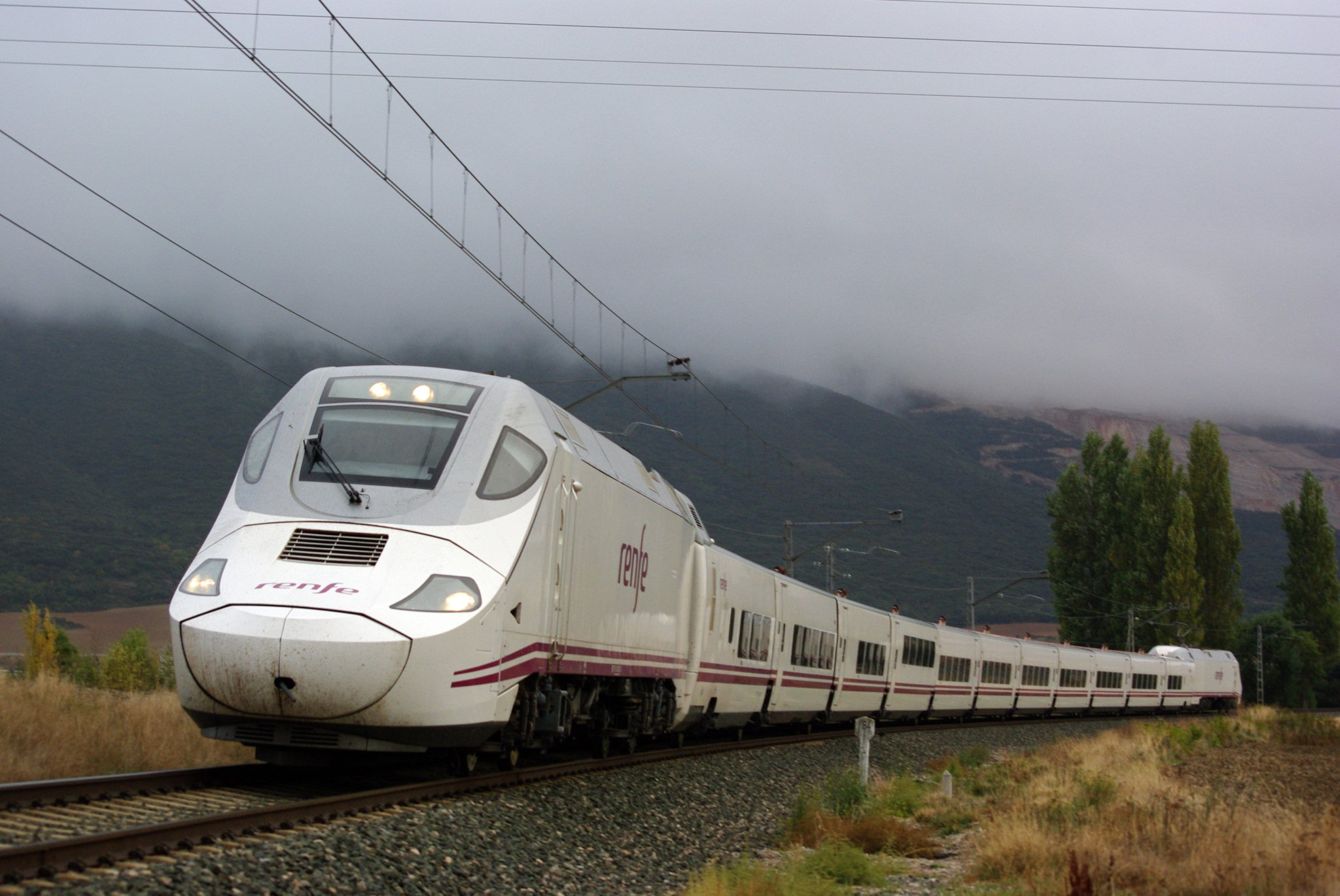
Un tren d'alta velocitat de la sèrie 130 de Renfe Operadora en un servei Alvia per Navarra.

La sèrie 130 de Renfe, també anomenats aneguets o minianeguets, és un tren d'alta velocitat amb boixos i rodals d'ample variable que permeten realitzar el canvi d'ample sense necessitat de detenir el tren. Són la principal sèrie del model Talgo 250, per la qual cosa a vegades també són coneguts amb aquest nom. La composició d'aquesta sèrie té 11 cotxes de la sèrie 7 de Talgo acoblats permanentment a dos caps tractors de Talgo-Bombardier, tenint tots els cotxes i locomotores eixos d'ample variable.

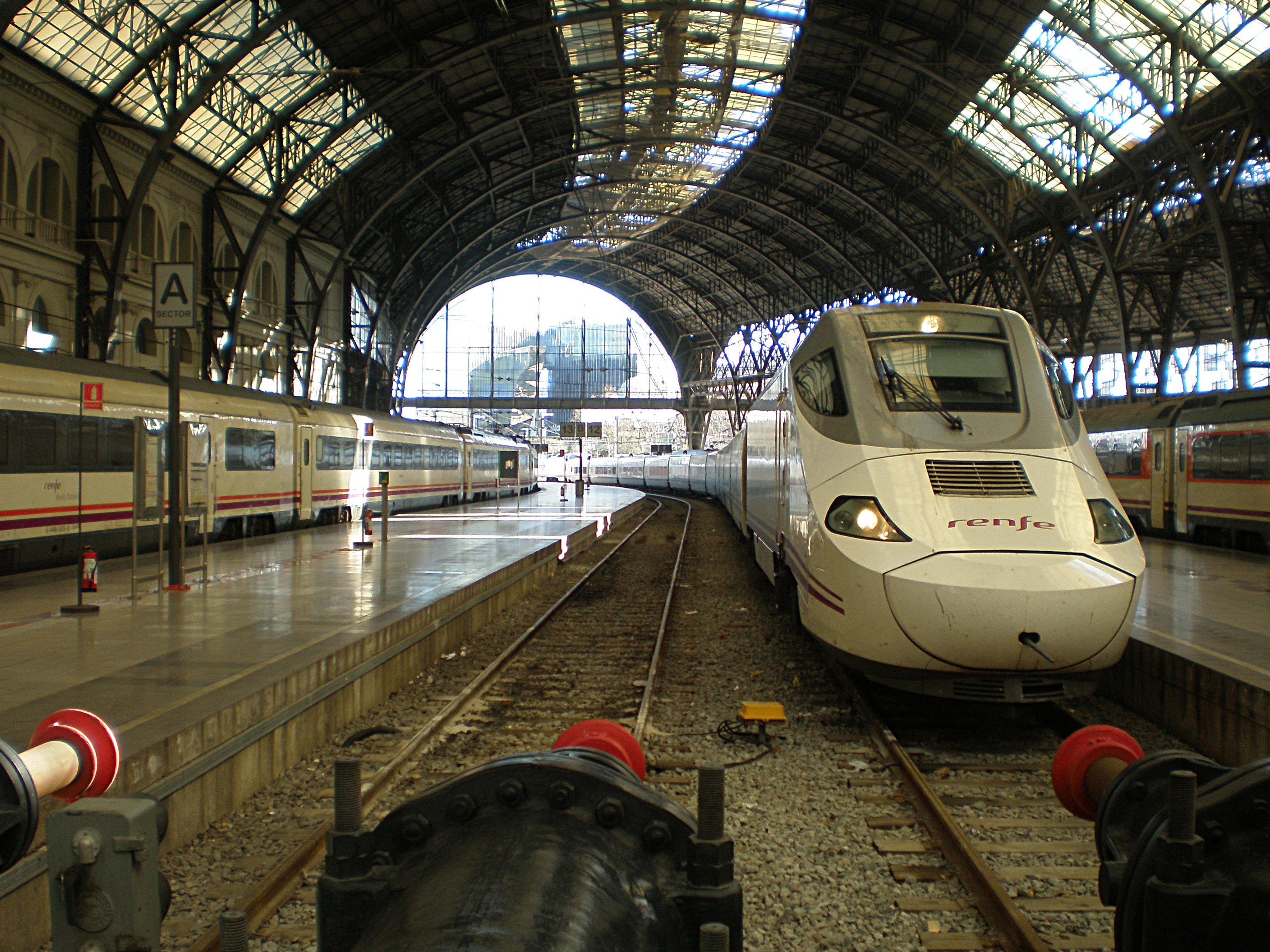
Un tren d'alta velocitat de la sèrie 130 de Renfe Operadora espera, a l'estació de França, l'hora de fer un servei Euromed.

## Descripció
Renfe Operadora disposa d'un total de 45 unitats d'aquesta sèrie, les dues primeres es van lliurar a la fi del 2006 i les primeres unitats S130 van entrar en servei comercial el 6 de novembre de 2007. Encara que el conjunt és un tren d'alta velocitat, aquestes sèries serviran principalment per donar servei a trens de llarga distància aprofitant els nous corredors d'alta velocitat que s'estan construint a Espanya, oferint d'aquesta manera un servei d'alta qualitat i unes millores considerables de velocitat per l'ús dels nous corredors. A mesura que es vagin construint nous trams d'alta velocitat, aquests trens milloraran els seus temps.
La sèrie 130 disposa d'endolls elèctrics de 220V sota els seients, aptes per alimentar portàtils i similars.
Quant a les unitats motrius, ofereixen una potència total de 4.800 kW quan circulen en línies electrificades a 25 kV i a una velocitat màxima de 250 km/h, encara que estan preparades per homologar-se a 280 km/h, i a 300 km/h amb algunes reformes. En les línies convencionals la seva potència és de 4000 kW (sota 3 kV), la velocitat màxima 220 km/h, i a més suporten una acceleració lateral d'1,2 m/s², la qual cosa permet aprofitar al màxim les línies amb traçats sinuosos. Els cotxes, per la seva banda, tenen els paràmetres de Talgo: són articulats amb pendulació natural, poc pes i centre de gravetat molt baix.

## Serveis
Des del 23 de desembre de 2007 són els encarregats de realitzar els serveis Alvia entre Madrid-Chamartín i Gijón-Rodalies, Santander, Bilbao-Abando o Hendaia per la L.A.V. Madrid-Valladolid, així com els serveis Alvia entre Alacant i Gijón o Santander que passen per Madrid-Chamartín. Es van estrenar abans d'aquesta data usant exclusivament vies d'ample ibèric en les relacions Madrid-Gijón i Alacant-Madrid-Gijón.
Des del 16 de setembre de 2008 aquests trens substitueixen als Alaris S-490 que operaven en la línia Madrid-València/Oropesa/Gandia-Madrid. El seu primer viatge ho realitzen un dia abans de la data oficial, és a dir, el 14 de setembre, sent els viatgers dels trens 1194 (19:00) i 1504 (20:20) amb destinació València, els qui van gaudir d'aquest nou servei.
Des del 14 de desembre de 2008 aquests trens reemplacen als Euromed S-101 que operaven en la línia Barcelona-València-Alacant.
Des del 14 de juny de 2009 aquests trens substitueixen als trens Altaria que operaven en les línies Madrid-Huelva i Madrid-Cadis, elevant la seva velocitat comercial a 250 km/h en el tram Madrid-Sevilla.
Des del 2 de juny de 2013 la sèrie 120 substitueix a la sèrie 130 en la relació Madrid-Huelva.

## Versió híbrida
Està prevista, a partir de 2011, la transformació de 15 unitats en una variant de trens híbrids, instal·lant-se en els mateixos dos grups generadors dièsel. Això els permetrà prestar serveis comercials en línies sense catenària.